# 대한민국 형법 제258조
대한민국 형법 제258조는 중상해, 존속중상해에 대한 형법각칙의 조문이다.

## 조문
제258조(중상해, 존속중상해) ① 사람의 신체를 상해하여 생명에 대한 위험을 발생하게 한 자는 1년 이상 10년 이하의 징역에 처한다.
② 신체의 상해로 인하여 불구 또는 불치나 난치의 질병을 이르게 한 자도 전항의 형과 같다.
③자기 또는 배우자의 직계존속에 대하여 전 2항의 죄를 범한 때에는 2년 이상 15년 이하의 유기징역에 처한다.  <개정 2016.1.6.>

第258條(重傷害, 尊屬重傷害) ① 사람의 身體를 傷害하여 生命에 對한 危險을 發生하게 한 者는 1年 以上 10年 以下의 懲役에 處한다.
②身體의 傷害로 因하여 不具 또는 不治나 難治의 疾病에 이르게 한 者도 前項의 刑과 같다.
③自己 또는 配偶者의 直系尊屬에 對하여 前2項의 罪를 犯한 때에는 2년 이상 15년 이하의 유기징역에 處한다.  <개정 2016.1.6.>

## 사례
윤락업에 종사하고 있던 여성 甲은 2000년 5월경 보건소에서 정기검진을 받은 결과 에이즈 환자로 판명되었다. 그러자 甲은 절망한 나어지 자신에게 HIV 바이러스를 감염시킨 것은 결국 자신과 성관계를 맺은 남성이라고 생각하고， 다수의 남성들에게 에이즈 바이러스를 감영시킴으로써 복수하겠다고 결심했다. 甲은 자신이 에이즈 환자라는 사실을 숨기고 A유흥업소에 취직하였다. 그런데 A유흥업소 업주 乙은 甲이 보건소에 자주 드나드는 것을 보고 甲이 성병의 일종인 임질에 감염된 것으로 생각했다. 乙은 甲을 이용하여 평소 유흥업소 간 이권다통으로 심한 분쟁을 겪고 있던 인근 B유흥업소 업주 丙에게 임질을 감염시켜 혼내주겠다는 계획을 세웠다. 乙은 丙에게 이러한 계획을 숨긴 채 화해를 하자며 20이년 3월경 丙을 A유통업소로 불러들여 술을 마시게 한 다음 甲과 동침을 하도록 하였다. 에이즈감염의 행위는 중상해행위로 평가된다.
- 피고인이 칼로 피해자의 우측 가슴을 찔러 3주간의 치료를 요하는 우측흉부자상을 가한 경우에는 중상해죄에는 해당하지 아니한다[2]
- 안부에 폭력을 가하여 실명케 한 경우는 중상해이다[3]
- 1-2개월간 입원할 정도로 다리가 부러진 상해 또는 3주간의 치료를 요하는 우측흉부자상은 중상해에 해당하지 않는다[4]
- 하구치 2개의 탈락상은 중상해가 아니다[5]
- 甲에 의해서 乙이 1∼2개월간 입원할 정도로 다리가 부러지는 상해를 입었다고 하더라도, 이는 생명에 대한 위험을 발생하게 하거나 불구 또는 불치나 난치의 질병에 이르게 한 것으로 볼 수 없으므로, 甲에게 중상해죄가 성립하지 않는다.[6]

## 판례

### 상해의 고의만 있는 경우, 중상해죄의 성립 여부
- 가해행위시에 중상해의 고의가 있는 경우는 물론이고 상해의 고의만 있었더라도 그 가해행위로 인하여 중상해의 결과가 발생하는 경우에는 중상해에 대한 예견가능성이 인정되는 한 중상해죄의 죄책을 진다[7].
- 직계존속인 피해자를 폭행하고 상해를 가한 것이 존속에 대한 동일한 폭력 습벽의 발현에 의한 것으로 인정되는 경우 중한 상습존속상해죄에 나머지 행위들을 포괄시켜 하나의 죄만이 성립한다.[8].

## 기타
- 자동차종합보험에 가입한 운전자라도 형법 제258조의 정의에 따른 중상해를 입힌 교통사고를 내면 모두 형사처벌 대상이 된다[9].

## 참고 문헌
- 김재윤(학원인), 손동권 저, 새로운 형법각론, 율곡출판사, 2013. ISBN 9788997428342

## 같이 보기
- 상해죄
- 교통사고처리특례법 제4조 제1항 사건